# Короцко (посёлок)
Короцко — посёлок в Валдайском муниципальном районе Новгородской области, административный центр Короцкого сельского поселения.
Посёлок расположен на Валдайской возвышенности, на западном берегу Короцкого озера, в километре к северу от одноимённой деревни Короцко и в 5 км южнее Валдая.
На территории современного посёлка с 1937 года расположена Валдайская районная психиатрическая больница, причём часть корпусов расположена на территории закрытого в 1931 году Тихоновского женского монастыря. Общежительный женский монастырь во имя Святителя Тихона Задонского был образован в 1881 году. Святитель Тихон Задонский родился в 1724 году в соседней деревне Короцко (ранее село Короцко). До преобразования в 1881 году монастыря, здесь была Короцкая женская община при строящемся с 1863 года монастыре. Посёлок начал строиться здесь, рядом с больницей и монастырём с 1946 года.
Достопримечательности
Церковь Варвары и всех Святых.
Инфраструктура
В поселке действует фельдшерско-акушерский пункт и почтовое отделение ФГУП «Почта России», детский сад, дом культуры; также имеются 2 магазина.